# Andritz AG
Andritz AG — група компаній розробників та виробників високотехнологічних систем і постачальників обладнання та послуг для целюлозно-паперової промисловості, гідроенергетики, сталеплавильного виробництва, зневоднення та фільтрації у заключних процесах збагачення корисних копалин, а також інших галузей промисловості.
Головний офіс — Грац, Австрія.
Станом на 2011 рік: Портфель замовлень: 5,706 млн. Євро. Продажі: 4,596 млн. євро.
Andritz AG має більше 150-ти виробничих і сервісних центрів по всьому світу.